# Cleó de Siracusa
Cleó de Siracusa (en llatí Cleon, en grec antic Κλέων, Klèon) fou un escriptor i geògraf grec, mencionat per Marcià d'Heraclea al seu Periplus. La seva obra Περὶ τῶν λιμένων, és esmentada per Esteve de Bizanci.